# Берли, Крейг
Крейг Уи́льям Бе́рли (англ. Craig William Burley; род. 24 сентября 1971, Эр) — шотландский футболист, полузащитник. Участник чемпионата Европы—1996 и чемпионата мира—1998 в составе сборной Шотландии.

## Карьера

### Клубная
Первым профессиональным клубом в карьере Крейга Берли стал лондонский «Челси». Полузащитник дебютировал в чемпионате Англии 20 апреля 1991 года в матче против «Ноттингем Форест», заменив в перерыве матча Керри Диксона.
До конца сезона шотландец на поле больше не появлялся. За два последующих года он сыграл ещё 11 матчей в чемпионате.
В сезоне 1993/94 футболист впервые сыграл за команду 27 ноября в матче 17-го тура Премьер-лиги против «Шеффилд Юнайтед», однако в дальнейшем по ходу сезона стал регулярно попадать в состав. 3 января 1994 года Берли забил свой первый гол за «Челси», поразив ворота Невилла Саутолла из «Эвертона»
.
14 мая 1994 года футболист вышел в стартовом составе на финальный матч кубка Англии против «Манчестер Юнайтед», был заменён по ходу второго тайма, а его команда проиграла со счётом 0:4.
В сезоне 1994/95 Крейг Берли в составе английской команды сыграл 1 матч в Кубке кубков (14 марта 1995 года на «Стэмфорд Бридж» против «Брюгге»)
.
В 1997 году «аристократы» вновь вышли в финал кубка Англии, где переиграли «Мидлсбро», однако шотландский полузащитник в том матче не играл, а по окончании сезона стал игроком «Селтика».
В первый сезон пребывания в шотландском клубе Берли выиграл с командой национальный чемпионат, проведя 35 матчей и забив 10 голов, и был признан журналистами футболистом года. В 1997 году полузащитник дебютировал в кубке УЕФА. В ответном матче предварительного раунда турнира Крейг Берли забил 2 гола в ворота Хайнца Вебера из «Тироля»
, чем помог своей команде пробиться в следующий раунд. За «Селтик» футболист выступал до декабря 1999 года, после чего вернулся в Англию, перейдя в «Дерби Каунти».
Первый матч за «баранов» Крейг Берли сыграл 5 декабря 1999 года (в 17-м туре Премьер-лиги против «Лидс Юнайтед».
Первый гол за новый клуб полузащитник забил 15 января 2000 года в ворота «Мидлсбро», которые защищал Марк Шварцер.
Всего за неполных три сезона, проведённых в Премьер-лиге в составе клуба из Дербишира Берли сыграл 53 матча и забил 7 мячей. Сезон 2002/03 шотландец также отыграл за «Дерби», но — в Чемпионшипе, после чего расстался с командой. За сезон 2003/04 футболист сменил три клуба. В общей сложности за «Данди» «Престон Норт Энд» и «Уолсолл» он отыграл 11 матчей, после чего завершил карьеру игрока.

### В сборной
В 1992 году в составе молодёжной сборной Шотландии Крейг Берли принимал участие в чемпионате Европы и стал полуфиналистом турнира.
В мае 1995 года футболист в составе первой сборной Шотландии сыграл 2 матча в кубке Кирин. 7 июня того же года Берли вышел на поле в отборочном матче чемпионата Европы—96 против команды Фарерских островов
.
Несмотря на то, что полузащитник по итогам отборочного турнира принял участие лишь в 2 матчах команды, весной 1996 года он регулярно вызывался в сборную Крейгом Брауном для участия в товарищеских матчах и был включен в заявку на финальную часть чемпионата Европы. На турнире футболист отыграл все три матча своей команды.
В отборочном турнире к чемпионату мира—1998 Крейг Берли сыграл 9 матчей, а в товарищеской игре с колумбийцами забил свой первый гол за национальную команду
.
Полузащитник отметился голом и на чемпионате мира; поразив ворота Норвегии, он принёс своей команде единственную ничью на турнире
.
После чемпионата мира Берли ещё 18 раз выходил на поле в составе сборной Шотландии. 8 матчей (включая оба стыковых против Англии) он сыграл в рамках отборочного турнира к чемпионату Европы—2000, 6 — в квалификации к чемпионату мира—2002. В последний раз футболист выступал за сборную 30 апреля 2003 года. На товарищеский матч с командой Австрии полузащитник вышел в стартовом составе, а на 63-й минуте встречи был заменён на Колина Кэмерона
.

## Статистика

### Клубная
| Клуб                        | Сезон                       | Чемпионат    | Чемпионат | Чемпионат | Национальные кубки | Национальные кубки | Еврокубки | Еврокубки | Итого | Итого |
| Клуб                        | Сезон                       | Уровень лиги | Игры      | Голы      | Игры               | Голы               | Игры      | Голы      | Игры  | Голы  |
| --------------------------- | --------------------------- | ------------ | --------- | --------- | ------------------ | ------------------ | --------- | --------- | ----- | ----- |
| Челси                       | 1990/91                     | I            | 1         | 0         | —                  | —                  | —         | —         | 1     | 0     |
| Челси                       | 1991/92                     | I            | 8         | 0         | —                  | —                  | —         | —         | 8     | 0     |
| Челси                       | 1992/93                     | I            | 3         | 0         | —                  | —                  | —         | —         | 3     | 0     |
| Челси                       | 1993/94                     | I            | 23        | 3         | 3                  | 1                  | —         | —         | 26    | 4     |
| Челси                       | 1994/95                     | I            | 25        | 2         | 2                  | 0                  | 1         | 0         | 28    | 2     |
| Челси                       | 1995/96                     | I            | 22        | 0         | 4                  | 0                  | —         | —         | 26    | 0     |
| Челси                       | 1996/97                     | I            | 31        | 2         | 6                  | 1                  | —         | —         | 37    | 3     |
| Всего за «Челси»            | Всего за «Челси»            |              | 113       | 7         | 15                 | 2                  | 1         | 0         | 129   | 9     |
| Селтик                      | 1997/98                     | I            | 35        | 10        | —                  | —                  | 4         | 2         | 39    | 12    |
| Селтик                      | 1998/99                     | I            | 21        | 9         | —                  | —                  | 7         | 0         | 28    | 9     |
| Селтик                      | 1999/00                     | I            | 8         | 1         | —                  | —                  | 5         | 0         | 13    | 1     |
| Всего за «Селтик»           | Всего за «Селтик»           |              | 64        | 20        | —                  | —                  | 16        | 2         | 80    | 22    |
| Дерби Каунти                | 1999/00                     | I            | 18        | 5         | 1                  | 0                  | —         | —         | 19    | 5     |
| Дерби Каунти                | 2000/01                     | I            | 24        | 2         | 4                  | 2                  | —         | —         | 28    | 4     |
| Дерби Каунти                | 2001/02                     | I            | 11        | 0         | 2                  | 1                  | —         | —         | 13    | 1     |
| Дерби Каунти                | 2002/03                     | II           | 20        | 3         | —                  | —                  | —         | —         | 20    | 3     |
| Всего за «Дерби Каунти»     | Всего за «Дерби Каунти»     |              | 73        | 10        | 7                  | 3                  | 0         | 0         | 80    | 13    |
| Данди                       | 2003/04                     | I            | 2         | 0         | —                  | —                  | —         | —         | 2     | 0     |
| Всего за «Данди»            | Всего за «Данди»            |              | 2         | 0         | —                  | —                  | —         | —         | 2     | 0     |
| Престон Норт Энд            | 2003/04                     | II           | 4         | 0         | —                  | —                  | —         | —         | 4     | 0     |
| Всего за «Престон Норт Энд» | Всего за «Престон Норт Энд» |              | 4         | 0         | —                  | —                  | —         | —         | 4     | 0     |
| Уолсолл                     | 2003/04                     | II           | 5         | 0         | —                  | —                  | —         | —         | 5     | 0     |
| Всего за «Уолсолл»          | Всего за «Уолсолл»          |              | 5         | 0         | —                  | —                  | —         | —         | 5     | 0     |
| Всего за карьеру            | Всего за карьеру            |              | 261       | 37        | 22                 | 5                  | 17        | 2         | 300   | 44    |

### Международная
| Матчи Крейга Берли за сборную Шотландии | Матчи Крейга Берли за сборную Шотландии | Матчи Крейга Берли за сборную Шотландии | Матчи Крейга Берли за сборную Шотландии | Матчи Крейга Берли за сборную Шотландии | Матчи Крейга Берли за сборную Шотландии | Матчи Крейга Берли за сборную Шотландии |
| --------------------------------------- | --------------------------------------- | --------------------------------------- | --------------------------------------- | --------------------------------------- | --------------------------------------- | --------------------------------------- |
| №                                       | Дата                                    | Оппонент                                | Счёт                                    | Голы Берли                              | Соревнование                            |                                         |
| 1                                       | 21 мая 1995                             | Япония                                  | 0:0                                     | —                                       | Кубок Кирин                             |                                         |
| 2                                       | 24 мая 1995                             | Эквадор                                 | 2:1                                     | —                                       | Кубок Кирин                             |                                         |
| 3                                       | 7 июня 1995                             | Фарерские острова                       | 2:0                                     | —                                       | Отборочный матч ЧЕ—1996                 |                                         |
| 4                                       | 16 августа 1995                         | Греция                                  | 1:0                                     | —                                       | Отборочный матч ЧЕ—1996                 |                                         |
| 5                                       | 11 октября 1995                         | Швеция                                  | 0:2                                     | —                                       | Товарищеский матч                       |                                         |
| 6                                       | 27 марта 1996                           | Австралия                               | 1:0                                     | —                                       | Товарищеский матч                       |                                         |
| 7                                       | 24 апреля 1996                          | Дания                                   | 0:2                                     | —                                       | Товарищеский матч                       |                                         |
| 8                                       | 26 мая 1996                             | США                                     | 1:2                                     | —                                       | Товарищеский матч                       |                                         |
| 9                                       | 29 мая 1996                             | Колумбия                                | 0:1                                     | —                                       | Товарищеский матч                       |                                         |
| 10                                      | 10 июня 1996                            | Нидерланды                              | 0:0                                     | —                                       | Чемпионат Европы—1996                   |                                         |
| 11                                      | 15 июня 1996                            | Англия                                  | 0:2                                     | —                                       | Чемпионат Европы—1996                   |                                         |
| 12                                      | 18 июня 1996                            | Швейцария                               | 1:0                                     | —                                       | Чемпионат Европы—1996                   |                                         |
| 13                                      | 31 августа 1996                         | Австрия                                 | 0:0                                     | —                                       | Отборочный матч ЧМ—1998                 |                                         |
| 14                                      | 5 октября 1996                          | Латвия                                  | 2:0                                     | —                                       | Отборочный матч ЧМ—1998                 |                                         |
| 15                                      | 10 ноября 1996                          | Швеция                                  | 1:0                                     | —                                       | Отборочный матч ЧМ—1998                 |                                         |
| 16                                      | 29 марта 1997                           | Эстония                                 | 2:0                                     | —                                       | Отборочный матч ЧМ—1998                 |                                         |
| 17                                      | 2 апреля 1997                           | Австрия                                 | 2:0                                     | —                                       | Отборочный матч ЧМ—1998                 |                                         |
| 18                                      | 30 апреля 1997                          | Швеция                                  | 1:2                                     | —                                       | Отборочный матч ЧМ—1998                 |                                         |
| 19                                      | 1 июня 1997                             | Мальта                                  | 3:2                                     | —                                       | Товарищеский матч                       |                                         |
| 20                                      | 8 июня 1997                             | Беларусь                                | 1:0                                     | —                                       | Отборочный матч ЧМ—1998                 |                                         |
| 21                                      | 7 сентября 1997                         | Беларусь                                | 4:1                                     | —                                       | Отборочный матч ЧМ—1998                 |                                         |
| 22                                      | 11 октября 1997                         | Латвия                                  | 2:0                                     | —                                       | Отборочный матч ЧМ—1998                 |                                         |
| 23                                      | 12 ноября 1997                          | Франция                                 | 1:2                                     | —                                       | Товарищеский матч                       |                                         |
| 24                                      | 23 мая 1998                             | Колумбия                                | 2:2                                     | 1                                       | Товарищеский матч                       |                                         |
| 25                                      | 30 мая 1998                             | США                                     | 0:0                                     | —                                       | Товарищеский матч                       |                                         |
| 26                                      | 10 июня 1998                            | Бразилия                                | 1:2                                     | —                                       | Чемпионат мира—1998                     |                                         |
| 27                                      | 16 июня 1998                            | Норвегия                                | 1:1                                     | 1                                       | Чемпионат мира—1998                     |                                         |
| 28                                      | 23 июня 1998                            | Марокко                                 | 0:3                                     | —                                       | Чемпионат мира—1998                     |                                         |
| 29                                      | 14 октября 1998                         | Фарерские острова                       | 2:1                                     | 1                                       | Отборочный матч ЧЕ—2000                 |                                         |
| 30                                      | 31 марта 1999                           | Чехия                                   | 1:2                                     | —                                       | Отборочный матч ЧЕ—2000                 |                                         |
| 31                                      | 4 сентября 1999                         | Босния и Герцеговина                    | 2:1                                     | —                                       | Отборочный матч ЧЕ—2000                 |                                         |
| 32                                      | 8 сентября 1999                         | Эстония                                 | 0:0                                     | —                                       | Отборочный матч ЧЕ—2000                 |                                         |
| 33                                      | 15 октября 1999                         | Босния и Герцеговина                    | 1:0                                     | —                                       | Отборочный матч ЧЕ—2000                 |                                         |
| 34                                      | 9 октября 1999                          | Литва                                   | 3:0                                     | —                                       | Отборочный матч ЧЕ—2000                 |                                         |
| 35                                      | 13 ноября 1999                          | Англия                                  | 0:2                                     | —                                       | Отборочный матч ЧЕ—2000                 |                                         |
| 36                                      | 17 ноября 1999                          | Англия                                  | 1:0                                     | —                                       | Отборочный матч ЧЕ—2000                 |                                         |
| 37                                      | 26 апреля 2000                          | Нидерланды                              | 0:0                                     | —                                       | Товарищеский матч                       |                                         |
| 38                                      | 30 мая 2000                             | Ирландия                                | 2:1                                     | —                                       | Товарищеский матч                       |                                         |
| 39                                      | 11 октября 2000                         | Хорватия                                | 1:1                                     | —                                       | Отборочный матч ЧМ—2002                 |                                         |
| 40                                      | 15 ноября 2000                          | Австралия                               | 0:2                                     | —                                       | Товарищеский матч                       |                                         |
| 41                                      | 24 марта 2001                           | Бельгия                                 | 2:2                                     | —                                       | Отборочный матч ЧМ—2002                 |                                         |
| 42                                      | 28 марта 2001                           | Сан-Марино                              | 4:0                                     | —                                       | Отборочный матч ЧМ—2002                 |                                         |
| 43                                      | 1 сентября 2001                         | Хорватия                                | 0:0                                     | —                                       | Отборочный матч ЧМ—2002                 |                                         |
| 44                                      | 5 сентября 2001                         | Бельгия                                 | 0:2                                     | —                                       | Отборочный матч ЧМ—2002                 |                                         |
| 45                                      | 6 октября 2001                          | Латвия                                  | 2:1                                     | —                                       | Отборочный матч ЧМ—2002                 |                                         |
| 46                                      | 30 апреля 2003                          | Австрия                                 | 0:2                                     | —                                       | Товарищеский матч                       |                                         |

Итого: 46 матчей, 3 гола; 21 победа, 11 ничьих, 14 поражений.

## Достижения

### Командные
Шотландия (до 21)
- Третье место на чемпионате Европы: 1992

Челси
- Обладатель кубка Англии: 1996/97
- Финалист кубка Англии: 1993/94

Селтик
- Чемпион Шотландии: 1997/98
- Обладатель кубка шотландской лиги (2): 1997, 2000

### Личные
- Игрок года по версии Шотландской ассоциации футбольных журналистов: 1997/98